# Lijst van wielerploegen/2013
Hieronder volgt een lijst van officieel door de UCI geregistreerde wielerploegen in 2013. 

## UCI World Tour-wielerploeg
| UCI-code | Ploegnaam                   | Land                      |
| -------- | --------------------------- | ------------------------- |
| AST      | Astana Pro Team             | Kazachstan                |
| BMC      | BMC Racing Team             | Verenigde Staten          |
| CAN      | Cannondale Pro Cycling Team | Italië                    |
| OGE      | Orica-GreenEdge             | Australië                 |
| LAM      | Lampre-Merida               | Italië                    |
| OPQ      | Omega Pharma-Quickstep      | België                    |
| SKY      | Sky ProCycling              | Verenigd Koninkrijk       |
| VCD      | Vacansoleil-DCM             | Nederland                 |
| ALM      | AG2R-La Mondiale            | Frankrijk                 |
| EUS      | Euskaltel-Euskadi           | Spanje                    |
| GRM      | Team Garmin-Sharp           | Verenigde Staten          |
| BEL      | Belkin Pro Cycling          | Nederland                 |
| ARG      | Argos-Shimano               | Nederland                 |
| TST      | Saxo-Tinkoff                | Denemarken                |
| FDJ      | FDJ                         | Frankrijk                 |
| MOV      | Team Movistar               | Spanje                    |
| RLT      | RadioShack-Leopard          | Luxemburg                 |
| LTB      | Lotto-Belisol               | België                    |
| KAT      | Team Katjoesja              | Rusland vanaf 15 februari |

## Professionele continentale wielerploeg
| UCI-code | Ploegnaam                        | Land             | UCI-Tour         |
| -------- | -------------------------------- | ---------------- | ---------------- |
| AJW      | Accent-Wanty                     | België           | UCI Europe Tour  |
| CRE      | Crelan-Euphony                   | België           | UCI Europe Tour  |
| TSV      | Topsport Vlaanderen-Baloise      | België           | UCI Europe Tour  |
| CSS      | Champion System Pro Cycling Team | China            | UCI Asia Tour    |
| COL      | Colombia                         | Colombia         | UCI America Tour |
| CJR      | Caja Rural                       | Spanje           | UCI Europe Tour  |
| BSE      | Bretagne-Séché Environnement     | Frankrijk        | UCI Europe Tour  |
| COF      | Cofidis                          | Frankrijk        | UCI Europe Tour  |
| SOJ      | Sojasun                          | Frankrijk        | UCI Europe Tour  |
| EUC      | Europcar                         | Frankrijk        | UCI Europe Tour  |
| TNE      | Team NetApp-Endura               | Duitsland        | UCI Europe Tour  |
| AND      | Androni Giocattoli               | Italië           | UCI Europe Tour  |
| BAR      | Bardiani Valvole-CSF Inox        | Italië           | UCI Europe Tour  |
| VIN      | Vini Fantini-Selle Italia        | Italië           | UCI Europe Tour  |
| CCC      | CCC Polkowice                    | Polen            | UCI Europe Tour  |
| MTN      | MTN-Qhubeka                      | Zuid-Afrika      | UCI Africa Tour  |
| RVL      | Team RusVelo                     | Rusland          | UCI Europe Tour  |
| IAM      | IAM Cycling                      | Zwitserland      | UCI Europe Tour  |
| TNN      | Novo Nordisk                     | Verenigde Staten | UCI America Tour |
| UHC      | Unitedhealthcare Pro Cycling     | Verenigde Staten | UCI America Tour |

## Continentale wielerploeg
Laatste aanpassing: 20 februari 2013
| UCI-code | Ploegnaam                                        | Land                | UCI-Tour         |
| -------- | ------------------------------------------------ | ------------------- | ---------------- |
| GSP      | Groupement Sportif des Pétrolier d'Algérie       | Algerije            | UCI Africa Tour  |
| MVA      | Miche Ville d'Alger                              | Algerije            | UCI Africa Tour  |
| OTA      | Olympique Team Algerie Tour Aglo3                | Algerije            | UCI Africa Tour  |
| VCS      | Velo Club Sovac Algérie                          | Algerije            | UCI Africa Tour  |
| BAP      | Buenos Aires Provincia                           | Argentinië          | UCI America Tour |
| SLS      | San Luis Somos Todos                             | Argentinië          | UCI America Tour |
| BFL      | Team Budget Fork Lifts                           | Australië           | UCI Oceania Tour |
| DPC      | Drapac Cycling                                   | Australië           | UCI Oceania Tour |
| HGP      | Huon Salmon-Genesys Wealth Advisers              | Australië           | UCI Oceania Tour |
| BCP      | Synergy Baku Cycling                             | Azerbeidzjan        | UCI Asia Tour    |
| SKT      | An Post-Chainreaction                            | België              | UCI Europe Tour  |
| BKP      | BKCP-Powerplus                                   | België              | UCI Europe Tour  |
| CMD      | Colba-Superano Ham                               | België              | UCI Europe Tour  |
| CCB      | Color Code-Biowanze                              | België              | UCI Europe Tour  |
| DOL      | Doltcini-Flanders                                | België              | UCI Europe Tour  |
| PCW      | TPalm-Pôle Continental Wallon                    | België              | UCI Europe Tour  |
| SUN      | Sunweb-Napoleon Games                            | België              | UCI Europe Tour  |
| MMM      | Team3M                                           | België              | UCI Europe Tour  |
| TFC      | Telenet-Fidea                                    | België              | UCI Europe Tour  |
| TWJ      | ToWin-Josan Cycling Team                         | België              | UCI Europe Tour  |
| JVC      | Ventilair-Steria Team                            | België              | UCI Europe Tour  |
| WIL      | Vérandas Willems                                 | België              | UCI Europe Tour  |
| WBC      | Wallonie Bruxelles-Crelan                        | België              | UCI Europe Tour  |
| FUN      | Funvic Brasilinvest-Sao Jose dos Campos          | Brazilië            | UCI America Tour |
| CCN      | CCN Cycling Team                                 | Brunei              | UCI Asia Tour    |
| EKD      | Ekoi.com-Devinci                                 | Canada              | UCI America Tour |
| GQC      | Garneau-Quebecor                                 | Canada              | UCI America Tour |
| 4CO      | 4-72 Colombia                                    | Colombia            | UCI America Tour |
| COD      | Colombia-Coldeportes                             | Colombia            | UCI America Tour |
| EPM      | EPM-UNE                                          | Colombia            | UCI America Tour |
| GOB      | Aguardiente Antioqueno-Loteria de Medellin       | Colombia            | UCI America Tour |
| CPT      | Clos de Pirque-Trek                              | Chili               | UCI America Tour |
| MKT      | Meridiana-Kamen Team                             | Kroatië             | UCI Europe Tour  |
| ADP      | ASC Dukla Praha                                  | Tsjechië            | UCI Europe Tour  |
| WHI      | Bauknecht-Author                                 | Tsjechië            | UCI Europe Tour  |
| OQC      | Etixx - Ihned                                    | Tsjechië            | UCI Europe Tour  |
| SKC      | SKC Tufo-Prostejov                               | Tsjechië            | UCI Europe Tour  |
| BWC      | Blue Water Cycling                               | Denemarken          | UCI Europe Tour  |
| CUL      | Cult Energy                                      | Denemarken          | UCI Europe Tour  |
| CWO      | Christina Watches-Onfone                         | Denemarken          | UCI Europe Tour  |
| DKK      | Designa Køkken-Knudsgaard                        | Denemarken          | UCI Europe Tour  |
| JJS      | J.Jensen-Ramirent                                | Denemarken          | UCI Europe Tour  |
| TTF      | TRE-FOR                                          | Denemarken          | UCI Europe Tour  |
| VPC      | Concordia-Riwal                                  | Denemarken          | UCI Europe Tour  |
| BER      | Bergstrasse-Jenatec                              | Duitsland           | UCI Europe Tour  |
| LKT      | LKT Team Brandenburg                             | Duitsland           | UCI Europe Tour  |
| NSP      | Team NSP-Ghost                                   | Duitsland           | UCI Europe Tour  |
| RNR      | Rad-Net Rose Team                                | Duitsland           | UCI Europe Tour  |
| STG      | Team Stölting                                    | Duitsland           | UCI Europe Tour  |
| TRS      | Quantec-Indeland                                 | Duitsland           | UCI Europe Tour  |
| TSP      | Nutrixxion Abus                                  | Duitsland           | UCI Europe Tour  |
| THF      | Team Heizomat                                    | Duitsland           | UCI Europe Tour  |
| TET      | Thüringer Energie Team                           | Duitsland           | UCI Europe Tour  |
| AUB      | BigMat-Auber 93                                  | Frankrijk           | UCI Europe Tour  |
| LPM      | La Pomme Marseille                               | Frankrijk           | UCI Europe Tour  |
| RLM      | Roubaix Lille Métropôle                          | Frankrijk           | UCI Europe Tour  |
| SPT      | SP Tableware-Eddy Merckx                         | Griekenland         | UCI Europe Tour  |
| MGT      | Madison-Genesis                                  | Verenigd Koninkrijk | UCI Europe Tour  |
| RCS      | Rapha Condor JLT                                 | Verenigd Koninkrijk | UCI Europe Tour  |
| IGS      | Team IG-Sigma Sport                              | Verenigd Koninkrijk | UCI Europe Tour  |
| NGR      | Node 4-Giordana Racing                           | Verenigd Koninkrijk | UCI Europe Tour  |
| RAL      | Team Raleigh                                     | Verenigd Koninkrijk | UCI Europe Tour  |
| UKY      | UK Youth Cycling                                 | Verenigd Koninkrijk | UCI Europe Tour  |
| UNA      | Utensilnord                                      | Hongarije           | UCI Europe Tour  |
| AZC      | Azad University Cross Team                       | Iran                | UCI Asia Tour    |
| TPT      | Tabriz Petrochemical Team                        | Iran                | UCI Asia Tour    |
| AIS      | Aisan Racing Team                                | Japan               | UCI Asia Tour    |
| BGT      | Bridgestone Anchor                               | Japan               | UCI Asia Tour    |
| PPO      | Team Nippo-De Rosa                               | Japan               | UCI Asia Tour    |
| SMN      | Shimano Racing Team                              | Japan               | UCI Asia Tour    |
| UKO      | Team Ukyo                                        | Japan               | UCI Asia Tour    |
| AS2      | Continental Team Astana                          | Kazachstan          | UCI Asia Tour    |
| ALB      | Alpha Baltic-UnityMarathons.com                  | Letland             | UCI Europe Tour  |
| RBD      | Rietmu-Delfin                                    | Letland             | UCI Europe Tour  |
| LET      | Leopard-Trek Continental Team                    | Luxemburg           | UCI Europe Tour  |
| CCD      | Team Differdange                                 | Luxemburg           | UCI Europe Tour  |
| TSG      | Terengganu Cycling Team                          | Maleisië            | UCI Asia Tour    |
| RIJ      | Cyclingteam De Rijke-Shanks                      | Nederland           | UCI Europe Tour  |
| CJP      | Cyclingteam Jo Piels                             | Nederland           | UCI Europe Tour  |
| KOG      | Koga Cycling Team                                | Nederland           | UCI Europe Tour  |
| MET      | Metec Continental Cyclingteam                    | Nederland           | UCI Europe Tour  |
| RB3      | Rabobank Development Team                        | Nederland           | UCI Europe Tour  |
| FRT      | Froy-Bianchi                                     | Noorwegen           | UCI Europe Tour  |
| TJM      | Joker Merida                                     | Noorwegen           | UCI Europe Tour  |
| OCM      | Oneco-Trek Cycling Team                          | Noorwegen           | UCI Europe Tour  |
| PBC      | Plussbank-BMC                                    | Noorwegen           | UCI Europe Tour  |
| KRA      | Ringeriks-Kraft Look                             | Noorwegen           | UCI Europe Tour  |
| OHR      | Team Oster Hus-Ridley                            | Noorwegen           | UCI Europe Tour  |
| AMO      | Amore & Vita                                     | Oekraïne            | UCI Europe Tour  |
| KLS      | Kolls Cycling Team                               | Oekraïne            | UCI Europe Tour  |
| KTM      | Arbö Gebrüder Weiss-Oberndorfer                  | Oostenrijk          | UCI Europe Tour  |
| GMS      | Team Gourmetfein-Simplon                         | Oostenrijk          | UCI Europe Tour  |
| VBG      | Team Vorarlberg                                  | Oostenrijk          | UCI Europe Tour  |
| TIR      | Tirol Cycling Team                               | Oostenrijk          | UCI Europe Tour  |
| WSA      | WSA                                              | Oostenrijk          | UCI Europe Tour  |
| STF      | Start-Trigon Cycling Team                        | Paraguay            | UCI America Tour |
| BGZ      | Bank BGZ                                         | Polen               | UCI Europe Tour  |
| BDC      | Marcpol-BDC                                      | Polen               | UCI Europe Tour  |
| WIB      | Wibatech-Brzeg                                   | Polen               | UCI Europe Tour  |
| PRT      | Carmin-Prio                                      | Portugal            | UCI Europe Tour  |
| FLA      | Ceramica Flaminia-Fondriest                      | Portugal            | UCI Europe Tour  |
| EFG      | Efapel-Glassdrive                                | Portugal            | UCI Europe Tour  |
| LAR      | LA-Antarte                                       | Portugal            | UCI Europe Tour  |
| CCL      | Louletano-Dunas Douradas                         | Portugal            | UCI Europe Tour  |
| OFM      | OFM-Valongo                                      | Portugal            | UCI Europe Tour  |
| BOA      | Radio Polular-Onda                               | Portugal            | UCI Europe Tour  |
| TCT      | Tusnad Cycling Team                              | Roemenië            | UCI Europe Tour  |
| HCL      | Team Helicopters                                 | Rusland             | UCI Europe Tour  |
| TIK      | Itera-Katusha                                    | Rusland             | UCI Europe Tour  |
| LOK      | Lokosphinx                                       | Rusland             | UCI Europe Tour  |
| TSI      | OCBC Singapore Continental Cycling Team          | Singapore           | UCI Europe Tour  |
| ADR      | Adria Mobil                                      | Slovenië            | UCI Europe Tour  |
| RAR      | Team Radenska                                    | Slovenië            | UCI Europe Tour  |
| DUK      | Dukla Trencin Trek                               | Slowakije           | UCI Europe Tour  |
| BUR      | Burgos BH-Castilla y León                        | Spanje              | UCI Europe Tour  |
| ORB      | Orbea Continental                                | Spanje              | UCI Europe Tour  |
| TKS      | Torku Şekerspor                                  | Turkije             | UCI Asia Tour    |
| RTS      | RTS Racing Team                                  | Taiwan              | UCI Asia Tour    |
| 5HR      | 5-Hour Energy                                    | Verenigde Staten    | UCI America Tour |
| BPC      | Bissell Pro Cycling                              | Verenigde Staten    | UCI America Tour |
| HSD      | Hincapie Sportswear Development Team             | Verenigde Staten    | UCI America Tour |
| BLS      | Bontrager Cycling Team                           | Verenigde Staten    | UCI America Tour |
| JSH      | Jamis-Hagens Berman                              | Verenigde Staten    | UCI America Tour |
| JBC      | Jelly Belly Cycling                              | Verenigde Staten    | UCI America Tour |
| OPT      | Team Optum Presented By Kelly Benefit Strategies | Verenigde Staten    | UCI America Tour |
| TMK      | Team SmartStop p/b Mountain Khakis               | Verenigde Staten    | UCI America Tour |
| MTC      | MTN Qhubeka World Africa Team                    | Zuid-Afrika         | UCI Africa Tour  |
| UNB      | Unaas Cycling powered by Bliz                    | Zweden              | UCI Europe Tour  |
| ARH      | Atlas Personal-Jakroo                            | Zwitserland         | UCI Europe Tour  |
| BMU      | BMC Development Team                             | Zwitserland         | UCI Europe Tour  |